# 六部桥
30°14′00″N 120°10′37″E / 30.233265°N 120.176934°E
六部桥为位于中国浙江省杭州市上城区紫阳街道六部桥直街与中山南路之间、凤山水门北侧的一座单孔石拱桥，东西向跨中河，为明代中河城内部分（凤山水门至武林水门）跨河的24座桥梁之一。该桥始建于南宋，因桥西正对宋廷六部二十四司官署而得名，桥东为都亭驿馆，故又名都亭驿桥。元代改名通惠桥，明称锦云桥，清复称六部桥。1984年治理中河时按清代原样重建，长15米，宽5米。

## 图集
- 自南侧看桥底，右侧为中河高架
- 自北侧看桥底
- 自西侧看桥面
- 西北侧抱鼓石细节
- 东北侧抱鼓石细节
- 自六部桥南望凤山水门